# Submarine Titans
Submarine Titans es un videojuego desarrollado por Ellipse Studios en 2001 para el sistema PC. La acción toma lugar en un mundo bidimensional bajo el agua, en donde el jugador controla aparatos subacuáticos en una perspectiva isométrica.
Submarine Titans toma lugar en la segunda mitad del siglo XXI, cuando un cometa impacta sobre la Tierra, forzando a la raza humana a vivir bajo el agua en bases fortificadas. Además, una raza alienígena ha tomado a la tierra como su hábitat. El juego cuenta con tres facciones, con las cuales el jugador puede elegir entre los militaristas White Sharks (Tiburones Blancos), los tecnócratas Black Octopi (Pulpos Negros) y los alienígenas Silicons. Cada facción tiene sus propias fortalezas y debilidades
El juego recibió críticas en donde se señala una curva de aprendizaje muy plana, como también tener textos y voces poco claras.

## Historia
La historia de Submarine Titans comienza en el año 2040, en donde la comunidad científica predice que en siete años un cometa, denominado Cometa Clark, impactará en la tierra, generando el deshielo de los polos, sumergiendo toda la superficie de la Tierra.  Con esta información, la raza humana comienza a prepararse para establecer su sociedad definitivamente en las profundidades del océano.
Luego del impacto, en el año 2094, se descubre en el núcleo del cometa un nuevo elemento químico, denominado Corium 276, el cual se transforma en un recurso vital para la supervivencia de la raza humana en el fondo del mar. Con el surgimiento de esta nueva necesidad, los supervivientes al impacto del cometa se dividen en dos facciones, White Sharks, facción militarizada aunque tecnológicamente en desventaja y Black Octopi, una agrupación de científicos con poca capacidad militar.
Durante el conflicto bélico por el nuevo mineral, en el año 2110 se descubre que el cometa Clark era utilizado como nave-semilla por una raza alienígena basada en silicio, denominada Silicons. Los Silicons viajaban dentro del cometa buscando un nuevo planeta-incubadora, donde expandir su especie.

## Modos de Juego
Submarine Titans cuenta con modo de un jugador, donde se podrá jugar con cualquiera de las tres facciones, cada una con una campaña de diez misiones, desarrollando la historia desde puntos de vista distintos. Adicionalmente, dentro del modo de un jugador, existe la opción de generar un mapa aleatorio, donde se podrá modificar variables como cantidad de recursos, cuan avanzado será el árbol de tecnología de las facciones, cantidad de unidades, etc. Debido a la cantidad de variables disponibles a modificar, se garantiza una cantidad casi ilimitada de mapas, extendiendo la jugabilidad. 
Submarine Titans cuenta con un modo multijudador, soportando juegos por red de área local, por Internet vía módem, por llamada directa o mediante una conexión por cable serial. El juego soporta simultáneamente hasta 24 jugadores compitiendo entre sí, en alianzas, como espectadores o incluso manejar coordinadamente una misma facción, haciendo posible que un grupo de jugadores se encarguen de los aspectos económicos del juego (administración de recursos, rutas de comercio, etc.), mientras que otro grupo plantea y realiza estrategias para completar los objetivos del mapa.
Adicionalmente, Submarine Titans contiene un editor de escenarios y misiones, donde el usuario podrá crear sus propias misiones o mapas multijugador.